# Zonz
Zonz est une série télévisée française créée par Marine Maugrain-Legagneur, Quentin Pissot et Alicia Pratx.
Elle est diffusée depuis le 28 mai 2025 sur la chaine France.tv Slash et sur France 2 le 3 août 2025 en deuxième partie de soirée.

## Synopsis
La mini-série suit le quotidien de plusieurs ados incarcérés sur le ton de l'humour et du drame..

## Distribution
- Mona Claude : Alice
- Roman Doduik : Gabin
- Adem Benosmane : Hocine
- Bilel Chegrani : Killian
- Hind Faiz : Reem
- Nelligan : Rose
- Camille Chamoux : la directrice
- Tiphaine Daviot : Audrey

## Épisodes
1. Sortir d'ici...Vite!
2. Disjoncter
3. La taupe
4. Chtarmania
5. Le vrai but
6. Parloirs
7. Ça brule
8. Je n'ai que toi

## Réception critique
La série a été globalement saluée par la presse :
- France Inter juge la série audacieuse et dynamique[3],
- Le Parisien souligne la justesse de la série[4].
- Télérama est plus mitigé, soulignant un propos maladroit et peu crédible[5].